# Gunnar Halle
Gunnar Halle (* 11. August 1965 in Larvik) ist ein ehemaliger norwegischer Fußballspieler. Zwischen 1991 und 2002 spielte er für die englischen Vereine Oldham Athletic, Leeds United Bradford City und die Wolverhampton Wanderers. Mit der norwegischen Nationalmannschaft nahm er an den Fußball-Weltmeisterschaften 1994 und 1998 teil.

## Spielerkarriere

### Erste Stationen in Norwegen (bis 1990)
Nach seiner ersten Station beim unterklassigen Verein Larvik Turn wechselte Halle 1985 zum norwegischen Erstligisten Lillestrøm SK. Bis 1990 bestritt er 128 Ligaspiele und erzielte dabei 12 Treffer. Mit dem Verein aus Lillestrøm gewann er 1985 den norwegischen Pokal (4:1 gegen Vålerenga Oslo), sowie 1986 und 1989 die norwegische Meisterschaft.

### Oldham Athletic (1991–1996)
Am 15. Februar 1991 wechselte der 25-jährige Abwehrspieler für eine Ablösesumme von £250.000 zum englischen Zweitligisten Oldham Athletic und stieg mit seiner neuen Mannschaft in die erste Liga auf. Mit dem Liganeuling erreichte Halle in der Football League First Division 1991/92 als Tabellensiebzehnter den Klassenerhalt. Auch in der neu eingeführten Premier League 1992/93 hielt der Verein um Gunnar Halle (41 Ligaspiele/5 Tore) die Klasse, ehe in der Saison 1993/94 nach drei Jahren Erstklassigkeit der Abstieg in die zweite Liga erfolgt. Nach zweieinhalb weiteren Jahren in Oldham verließ Halle im Verlauf der Hinrunde 1996/97 den Verein und wechselte am 13. Dezember 1996 für £500.000 zum Erstligisten Leeds United.

### Leeds United (1996–1999)
Mit United erreichte Halle (33 Ligaspiele/2 Tore) in der Premier League 1997/98 den fünften Tabellenrang und qualifizierte sich somit für den UEFA-Pokal 1998/99. Im Europapokal scheiterte der Verein jedoch bereits in der zweiten Runde am italienischen Vertreter AS Rom (0:1 und 0:0). 1998/99 verbesserte sich der Verein um eine Position auf den vierten Platz. Gunnar Halle bestritt jedoch lediglich siebzehn Ligaspiele (zwei Treffer) und wechselte nach Ablauf der Saison zu Bradford City.

### Bradford City (1999–2002)
Sein neuer Verein war zuvor erstmals in die Premier League aufgestiegen und erreichte in seiner Debütsaison als Siebzehnter der Premier League 1999/2000 knapp den Klassenerhalt. Der 34-jährige Gunnar Halle bestritt alle achtunddreißig Ligaspiele. Nach dem Abstieg als Tabellenletzter aus der Premier League 2000/01, verbrachte er die Endphase der Saison 2001/02 auf Leihbasis bei den Wolverhampton Wanderers.
Nach einer letzten Saison in Norwegen bei Lillestrøm SK beendete er 2003 seine Profikarriere.

### Norwegische Nationalmannschaft (1987–1999)
Gunnar Halle debütierte am 14. November 1987 bei einer 0:4-Niederlage in Bulgarien für die norwegische Nationalmannschaft. Nach einer erfolgreichen WM-Qualifikation erreichte Norwegen mit der Teilnahme an der Fußball-Weltmeisterschaft 1994  in den USA erstmals seit der Fußball-Weltmeisterschaft 1938 wieder ein WM-Endturnier. Die Mannschaft um Erik Thorstvedt, Rune Bratseth, Stig Inge Bjørnebye, Alf-Inge Haaland, Lars Bohinen und Gunnar Halle hatte zuvor überraschend die favorisierten Nationalmannschaften der Niederlande und England hinter sich gelassen. Nach seiner Nominierung in den norwegischen WM-Kader bestritt der 28-jährige Halle zwei der drei Gruppenspiele (1:0 gegen Mexiko, 0:1 gegen Italien und 0:0 gegen Irland), schied mit seiner Mannschaft jedoch punktgleich mit allen drei Gruppengegner nach der Vorrunde aus.
Eine weitere WM-Teilnahme erreichte der 32-jährige Gunnar Halle mit der Nominierung für den norwegischen WM-Kader der Fußball-Weltmeisterschaft 1998 in Frankreich. Beim Endturnier kam er jedoch lediglich im zweiten Gruppenspiel gegen Schottland (1:1) zum Einsatz. Norwegen scheiterte im Achtelfinale mit 0:1 an Italien.
Drei seiner fünf Länderspieltreffer gelangen dem Abwehrspieler am 9. September 1992 beim 10:0-Heimsieg gegen San Marino.